# Улясек (Вишковський повіт)
Улясек (пол. Ulasek) — село в Польщі, у гміні Сомянка Вишковського повіту Мазовецького воєводства.
Населення — 209 осіб (2011).
У 1975-1998 роках село належало до Остроленцького воєводства.

## Демографія
Демографічна структура станом на 31 березня 2011 року:
|          | Загалом | Допрацездатний вік | Працездатний вік | Постпрацездатний вік |
| -------- | ------- | ------------------ | ---------------- | -------------------- |
| Чоловіки | 108     | 25                 | 61               | 22                   |
| Жінки    | 101     | 24                 | 51               | 26                   |
| Разом    | 209     | 49                 | 112              | 48                   |